# Bergpredigt

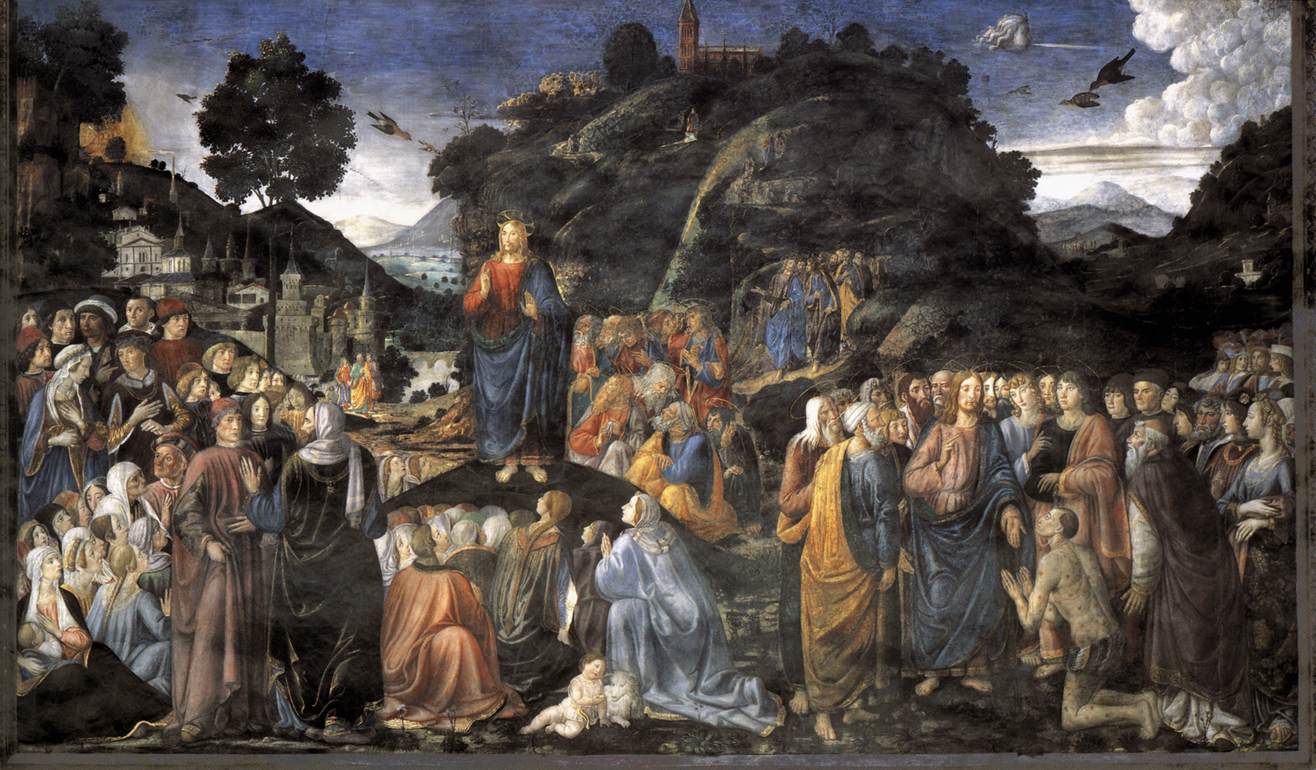
Die Bergpredigt. Fresko von Cosimo Rosselli in der Sixtinischen Kapelle im Vatikan, ca. 1481/82

Die Bergpredigt (lateinisch oratio montana; auch Bergrede) ist ein Textabschnitt des Matthäusevangeliums (Mt 5,1–7,29 ) im Neuen Testament, in dem bestimmte Lehrsätze von Jesus von Nazaret zusammengestellt sind. Den ihm auf den Berg gefolgten Jüngern legt Jesus den in der Tora offenbarten Willen Gottes neu aus. Die Bergpredigt hat als jüdische Tora-Auslegung (Midrasch, hebräisch מדרש midrāš) das Christentum sowie auch nichtchristliche Denker und andere Religionen beeinflusst.

## Name und Hintergrund
Der traditionelle Name „Bergpredigt“ folgt der Ortsangabe zu Beginn:
„1 Als Jesus die vielen Menschen sah, stieg er auf einen Berg. Er setzte sich, und seine Jünger traten zu ihm. 2 Dann begann er zu reden und lehrte sie.“ (Mt 5,1–2 )
Damit unterstrich der Matthäus genannte Verfasser die grundsätzliche Bedeutung seiner Lehre durch einen typologischen Vergleich mit dem Berg Sinai: Dort empfing Moses nach Ex 19 bzw. Dtn 26 von Gott die Tora, die er den Israeliten als Gottes Willen mündlich weitergab. So wird Jesus hier als der Vertreter dieses Gotteswillens Mose gleichgestellt und seine berufenen 12 Jünger als Vertreter der Zwölf Stämme Israels, also des ganzen erwählten Gottesvolks dargestellt.
Die Bergpredigt ist laut Mt 5,17 , Mt 7,12  aber keine neue Tora, sondern deren Auslegung. Sie wurde von einigen jüdischen Autoren des 20. Jahrhunderts als genuin jüdische, mit wesentlichen damaligen und heutigen Lehren der Rabbiner übereinstimmende Toraauslegung anerkannt.

## Entstehung

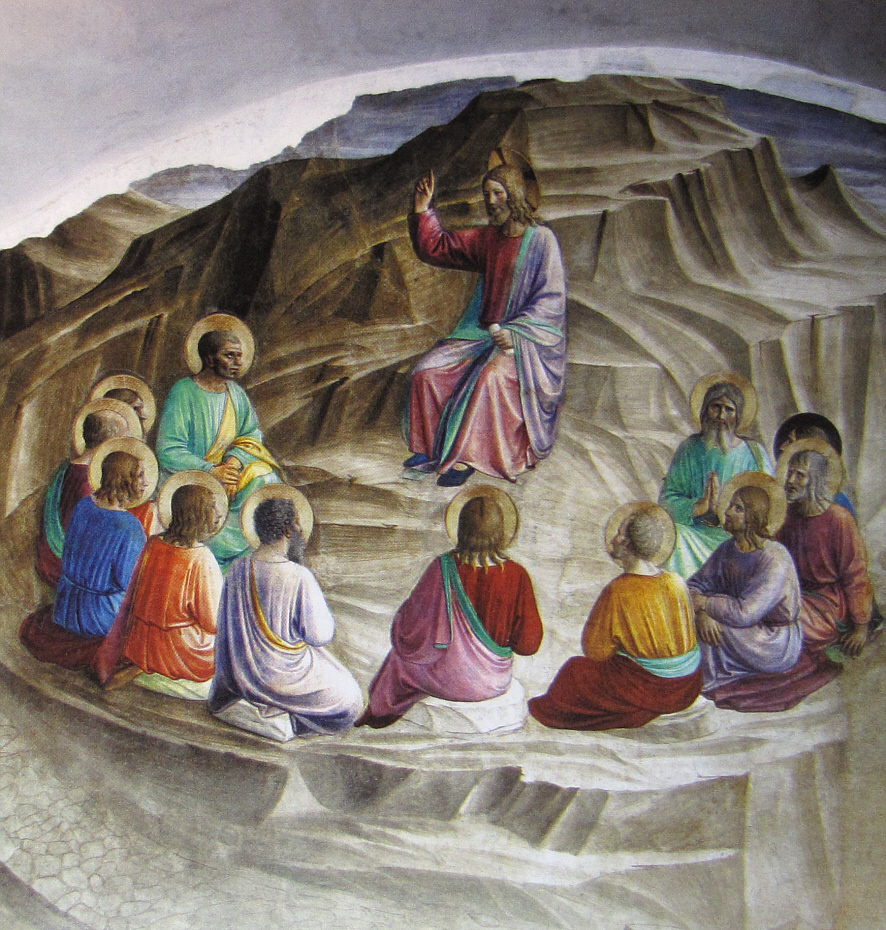
Fresko Die Bergpredigt
(Fra Angelico, 1437–1445)

Die Bergpredigt hat eine deutliche Parallele im Lukasevangelium, in der „Feldrede“ (Lk 6,17–49 ).
Daneben haben beide Evangelien weitere, zum Teil wörtlich übereinstimmende Gemeinsamkeiten, die aber wiederum in den anderen Evangelien nicht auftauchen. Diese Übereinstimmungen haben in der neutestamentlichen Wissenschaft zu der Annahme (Zweiquellentheorie) geführt, dass den beiden Evangelisten eine im Prinzip identische schriftliche Quelle vorlag, die sogenannte Logienquelle (Spruchquelle), abgekürzt Q. Die Quelle erhielt in der Forschung diesen Namen, weil ein Vergleich der Gemeinsamkeiten zwischen Lukas und Matthäus zeigt, dass Q neben wenigen knappen erzählerischen Abschnitten vor allem einzeln überlieferte Sprüche Jesu enthalten haben muss. Die vorherrschende Annahme ist, dass die unbekannten Verfasser von Q mündlich tradierte Jesussprüche sammelten und aufschrieben. Diese Spruchsammlung wurde dann von den Verfassern des Lukas- und des Matthäusevangeliums überarbeitet und in ihr Evangelium integriert. Das führte dazu, dass die ursprünglich einzeln überlieferten Sprüche der Logienquelle, die oft nur einen lockeren inhaltlichen Zusammenhang haben, im Matthäusevangelium zu einer zusammenhängenden Rede Jesu auf einem Berg zusammengestellt wurden, eben der Bergpredigt. Die Zweiquellentheorie nimmt an, dass die Sprüche aus Q, die in der Bergpredigt überliefert sind, eine historisch wertvolle Quelle sind, die nahe an den historischen Jesus heranführt. Wie redaktioneller Anteil und Überlieferung im Einzelnen zu trennen sind, ist allerdings umstritten.
In der Feldrede ist – im Gegensatz zur Bergpredigt – von drei Geboten in verschärfter Form die Rede: vom Armutsgebot, dem im Judentum bekannten Gebot der Feindesliebe und dem Verbot des Richtens.

## Inhalt

### Einleitung: Seligpreisungen, Worte über Salz und Licht sowie Präambel
Die Bergpredigt beginnt mit einer Reihe von neun Seligpreisungen (Makarismen) in Mt 5,3–12 . Der Form nach stehen sie in der Tradition der Weisheitsliteratur („Wohl dem, der …“). Jesus verknüpft sie mit Armut, Trauer, Demut, Sanftmut, Gerechtigkeitssuche, Barmherzigkeit, reinem Herzen, Friedensstiftung und Leidensbereitschaft wegen Verfolgung. Die Seligpreisungen zu Beginn der Bergpredigt unterscheiden sich von denen des Alten Testaments in mehrfacher Hinsicht:
1. Ihre Häufung ist hervorstechend. Während im Alten Testament selten mehr als zwei von ihnen aufeinander folgen, sind es hier neun an der Zahl.
2. Während das Alte Testament fast ausnahmslos sachlich in der dritten Person („Selig ist, wer …“) formuliert, stehen Jesu Seligpreisungen in der direkten Anrede der zweiten Person.
3. Im Gegensatz zum Alten Testament, welches in Nebensätzen Bedingungen für den Status der Seligkeit definiert, sind Jesu Worte kurz und eindeutig.
4. Jesus weitet im Gegensatz zum Alten Testament das Heil schon für die Jetztzeit und unbeschränkt für alle aus.[2]

Es folgen die Gleichnisworte vom „Salz der Erde“ und vom „Licht der Welt“ 5,13–16 , die den Anhängern auferlegen, auf sichtbare Wirkungen zu achten („Licht nicht unter den Scheffel stellen“).
Daran schließen sich Ausführungen über Jesu Verhältnis zu „Gesetz und Propheten“ an (5,17–20 ), die als eine Art Präambel aufgefasst werden können: nicht Aufhebung, sondern Erfüllung, die den Wortlaut achtet.

### Die sogenannten Antithesen
Dies wird im folgenden Hauptteil, den Antithesen, an verschiedenen Themen gezeigt: Töten und Versöhnung 5,21–26 , Ehebruch und Ehescheidung 5,27–32 , Eid und Wahrhaftigkeit 5,33–37 , Vergeltung und Feindesliebe 5,38–48 . Jedes Mal stellt Jesus einem (frei zitierten) Gebot der Tora ein „Ich aber sage euch“ gegenüber.
| Thema                        | Von Jesus zitierte alttestamentliche Regel | Ich aber sage euch… |
| ---------------------------- | --- | --- |
| Vom Töten                    | Du sollst nicht töten. (5,21) (Bezug auf 2. Mose 20,13 und 5. Mose 17,8–9; 12–13)                                                               | Drei Drohungen: „Wer mit seinem Bruder zürnt,“ … „wer aber zu seinem Bruder sagt: Du Nichtsnutz!, der ist des Hohen Rats schuldig, wer aber sagt: Du gottloser Narr!, der ist des höllischen Feuers schuldig“                                                 |
| Vom Ehebruch                 | Du sollst nicht die Ehe brechen. (5,27) (Bezug auf 2. Mose 20,14)                                                                               | Drei Drohungen: „Wer eine Frau auch nur lüstern ansieht,“… „Wenn dich dein rechtes Auge zum Bösen verführt,“ … „wenn dich deine rechte Hand zum Bösen verführt,“ …                                                                                            |
| Von der Ehescheidung         | Wer seine Frau aus der Ehe entlässt, muss ihr eine Scheidungsurkunde geben. (5,31) (Bezug auf 5. Mose 24,1)                                     | Zwei Drohungen: „Wer seine Frau entlässt,“ … „und wer eine Frau heiratet, die aus der Ehe entlassen worden ist,“ … |
| Vom Schwören                 | Du sollst keinen Meineid schwören, und: Du sollst halten, was du dem Herrn geschworen hast. (5,33) (Bezug auf 2. Mose 20,7 u. a.)               | Eine neue Forderung: „Schwört überhaupt nicht“ |
| Von der Vergeltung           | Auge für Auge (5,38) (Bezug auf 2. Mose 21, 23–25 und 3. Mose 24,19–20)                                                                         | Vier Forderungen: „wenn dich einer auf die rechte Wange schlägt,“ … „wenn dich einer vor Gericht bringen will,“ … „wenn dich einer zwingen will, eine Meile mit ihm zu gehen,“ … „Wer dich bittet, dem gib, und wer von dir borgen will, den weise nicht ab.“ |
| Von der Liebe zu den Feinden | Liebe deinen Nächsten und hasse deinen Feind. (5,43) Liebe Deinen Nächsten (Bezug auf 3. Mose 19,18) Hasse Deinen Feind (Theologie der Zeloten) | Zwei Forderungen: „Liebt eure Feinde und betet für die, die euch verfolgen,“ … „Ihr sollt also vollkommen sein,“ … |
| weitere Themen               | kein Hinweis auf herkömmliche Regeln | Diverse Forderungen, insbesondere in Abgrenzung zu Heuchlern, die ihren Lohn bereits bekommen haben. Prominentester Abschnitt dürfte das „Vaterunser“ (6,9–13) sein.                                                                                          |

Das sechste Kapitel enthält Warnungen vor Veräußerlichung und Heuchelei („dein Vater, der das Verborgene sieht“; 6,1–8 ;6,14–18 ), und im Zentrum der gesamten Komposition eingefügt das Vater unser als „kindliches“ Gebet der neuen Gerechtigkeit (6,9–13 ). Daran schließen sich Mahn- und Gleichnisworte gegen den Reichtum, die „Sorge“ und mangelndes Vertrauen in die Gottesherrschaft an 6,19–34 .
Das siebte Kapitel beginnt mit dem Verbot des Richtens, das erläutert wird durch das Logion vom Splitter und vom Balken (7,1–5 ). Es folgt ein Einzelwort über die Entweihung des Heiligen (7,6 ), aus dem das geflügelte Wort „Perlen vor die Säue werfen“ stammt. Der Sinn dieser Aussage gilt als rätselhaft. Ein weiteres Gleichniswort vom Gebetsvertrauen (7,7–11 ) sowie die „Goldene Regel“: Alles, was ihr also von anderen erwartet, das tut auch ihnen! Darin besteht das Gesetz und die Propheten. (7,12 )
Den Abschluss der Bergpredigt bilden das Mahnwort vom „engen Tor“ (7,13+14 ), die Warnung vor heuchlerischen Glaubenslehrern (7,15–23 ) und das Gleichnis vom Hausbau auf Felsen oder auf Sand für ein Leben mit den Grundsätzen der Bergpredigt oder gegen sie (7,24–27 ).
Der Einleitung entspricht ein ebensolcher Schluss: Als Jesus diese Rede beendet hatte, war die Menge sehr betroffen von seiner Lehre; denn er lehrte sie wie einer, der Vollmacht hat, und nicht wie ihre Schriftgelehrten. (7,29+30 )

## Wirkungsgeschichte

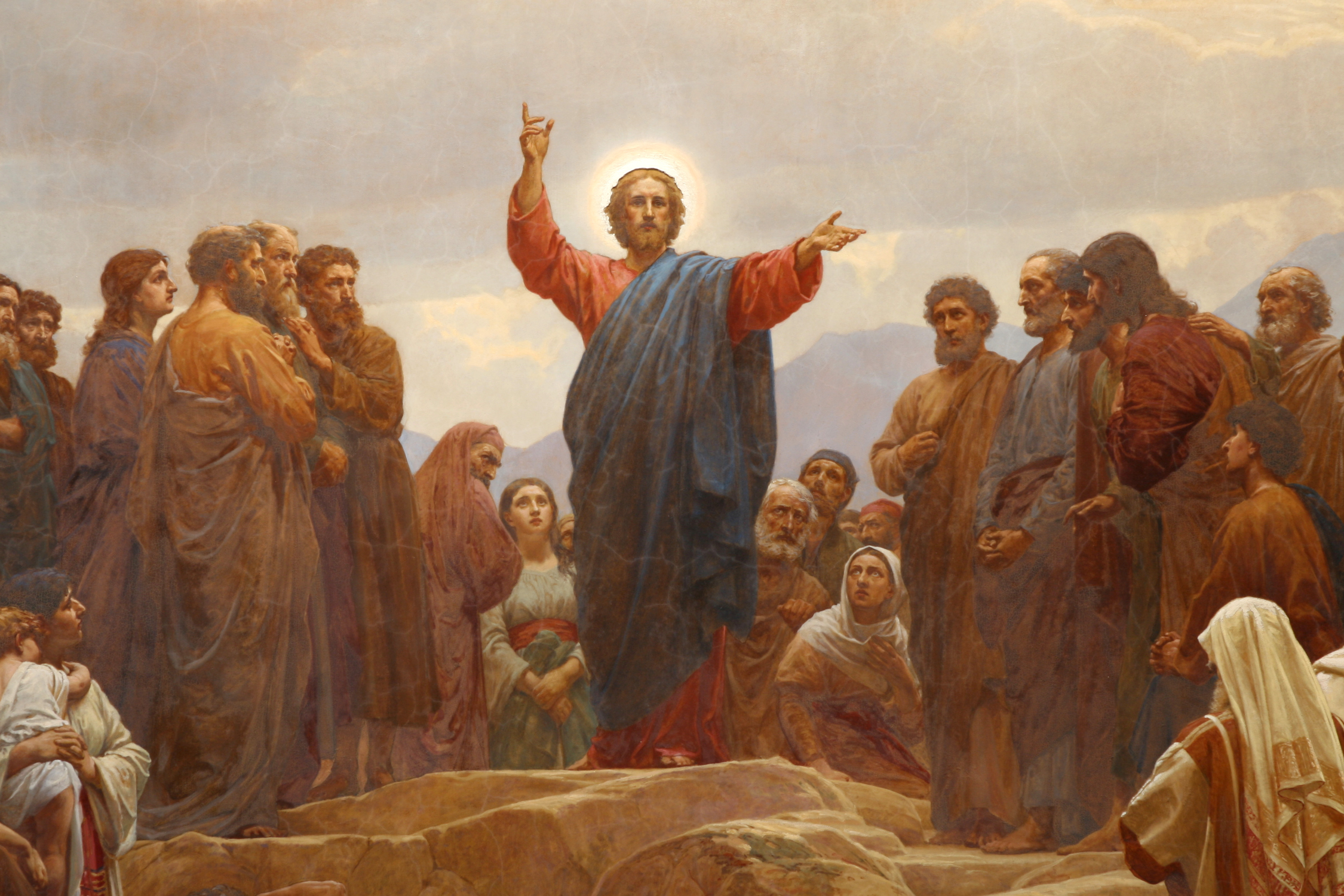
Darstellung der Bergpredigt in der Matthäus-Kirche von Kopenhagen

Bereits der Brief des Jakobus greift auf die Ethik der Bergpredigt zurück. Die früheste Kirchenordnung der Christenheit, die Didache, und ferner der Kirchenlehrer Augustinus begreifen den Text ebenfalls als bedingungslose Anweisungen zum Handeln.
Doch schon Paulus reflektiert auch die Notwendigkeit einer gewaltgestützten Staatlichkeit (Röm 13 ). Mit der Etablierung der Reichskirche setzen zeitbedingt weitere theologische Milderungsbestrebungen ein, die das Eidverbot, die Feindesliebe und den Gewaltverzicht relativieren.
In den folgenden Jahrhunderten wird die Berglehre immer mehr als Bergpredigt, als Verkündigung des christlichen Glaubens begriffen und als „neue“ Lehre und christlich-ethisches Juwel, zum Teil im Widerspruch mit dem Text der Berglehre, begriffen.
Gegen alle Bestrebungen, die Bergpredigt realitätsverträglich zu entschärfen, wendeten sich radikalchristliche Bewegungen. Unter ihnen gab es solche, die der Kirche trotz Verdächtigungen nahe blieben (Orden, Heilige), andererseits solche, die mit der Bergpredigt gegen die verfasste Kirche opponierten und dafür (entsprechend Mt 5,11 ) verfolgt wurden (Ketzer: Paulikianer, Waldenser, Katharer, Täufer).
Die Bergpredigt hat zu allen Zeiten gerade unter denen, die sie ernst nahmen, entschiedene Gegner gefunden, die in ihr eine Übersteigerung des Menschenmöglichen, eine Vergiftung wahrer Ethik oder eine Sklavenmoral sahen (Friedrich Nietzsche). Die Vision der Bergpredigt erscheint bei Nietzsche als eine Religion des Ressentiments, als der Neid der Feigen und Untüchtigen, die dem Leben nicht gewachsen sind und sich dann mit der Seligpreisung ihres Versagens und der Beschimpfung der Starken, der Erfolgreichen, der Glücklichen rächen wollen.
Die lutherische Reformation antwortete auf die Bergpredigt mit der Zwei-Reiche-Lehre: Im „geistlichen“ Reich herrscht schon das Evangelium, in dem anderen („weltlichen“) aber noch die Sünde. Bis in die Gegenwart wird mit dieser Konstruktion zwischen Lutheranern und anderen reformatorischen Gruppen wie den Mennoniten und anderen sogenannten Friedenskirchen über die Notwendigkeit des Militärs gestritten.
Klassische Interpretationen der Bergpredigt gliedern sich grundsätzlich in funktionale Deutungen, die auf die Struktur ihrer Radikalität abheben, und relativierende Deutungen, die den Geltungsbereich der Bergpredigt einschränken.
- Funktional: Die Radikalität der Bergpredigt als solche hat weltverneinende Pazifisten wie z. B. Leo Tolstoi (dessen Buch Das Himmelreich in euch Gandhi beeinflusste) inspiriert[5], der ihren kultur- und gesellschaftskritischen Impuls hervorhob, ebenso wie z. B. den Neomarxisten Ernst Bloch, der auf die in den Forderungen der Bergpredigt implizierte Antizipation einer egalitären Gesellschaft abhob. Zu den funktionalen Deutungen zählt auch die im Sinne der Gedanken des Paulus stehende Auffassung vor allem im Luthertum, gerade die Idealität des (von Jesus verschärften) Gesetzes solle zur Bescheidenheit und zur Anerkenntnis der Überlegenheit Gottes führen.
- Relativierend: Soziologisch relativiert wird die Bergpredigt in der klassischen katholischen Deutung, die ihre Forderungen als nicht für alle Christen relevant ansieht, sondern als „evangelische Räte“ (consilia evangelica) auf den Kreis der Menschen mit einer besonderen Gehorsamsverpflichtung beschränkt. Situativ relativiert wird sie in der Sicht der Vertreter der „konsequenten Eschatologie“ (Albert Schweitzer u. a.), die den Forderungen Jesu eine Geltung nur für kurze Zeit bis zum nach Ansicht Jesu unmittelbar bevorstehenden Weltende zuschreiben („Interimsethik“). Dazu passt die Rückführung der Bergpredigt auf ein abstraktes Prinzip; Schweitzer spricht z. B. von „heroische(m) Moralismus Jesu“, dem man unter veränderten Bedingungen in ähnlich heroischer Weise nachzufolgen habe. Je nach Couleur der Vertreter dieser „Situationsethik“ kann dieses angeblich zu Grunde liegende Prinzip ein ganz unterschiedliches Gepräge annehmen.

In der deutschen Friedensbewegung der 1980er Jahre hat die Bergpredigt – inspiriert von Leonhard Ragaz – durch Dorothee Sölle, Jürgen Moltmann und Franz Alt die Politische Theologie beeinflussen können.

### Einführungen
- Marcel Dumais: Le Sermon sur la Montagne. Etat de la recherche, interpretation, bibliographie. Paris 1995, ISBN 2-7063-0199-6 (Forschungsstand mit weiterer Literatur)
- Hermann-Josef Venetz: Die Bergpredigt. Düsseldorf 1987.
- Klaus Kühlwein: Chaosmeister Jesus. Die Bergpredigt. Verlag Katholisches Bibelwerk, 1999.

### Lexikonartikel
- Gottfried Adam, Ursula Berner, Ulrich Luz: Bergpredigt. In: RGG.4 Band 1, 1998, S. 1309–1315.
- Gerhard Barth, Tor Aukrust: Bergpredigt I. Neues Testament II. Ethisch. In: TRE. Band 5, 1980, S. 603–626.
- Hans Dieter Betz: Sermon on the Mount/Plain. In: Anchor Bible Dictionary. Band 5, 1992, S. 1106–1112.
- Christoph Burchard: Bergpredigt. In: EKL.3 Band 1, 1986, S. 433–436.
- Ingo Broer: Bergpredigt. In: Neues Bibel-Lexikon. (NBL) Band 1, 1991, S. 272–274.
- Volker Eid, Helmut Merklein, Louis Ridez: Bergpredigt. In: LThK.3 Band 2, 1994, S. 253–258.
- Ruben Zimmermann: Sermon on the Mount. In: The Oxford Encyclopedia of the Bible and Ethics. 2015.

### Kommentare
- Matthias Konradt: Das Evangelium nach Matthäus (= Das Neue Testament deutsch. Teilband 1). Neubearbeitung. Vandenhoeck & Ruprecht, Göttingen 2015, ISBN 978-3-525-51341-5, doi:10.13109/9783647996707 (zurzeit nicht erreichbar).
- Ulrich Luz: Das Evangelium nach Matthäus. 1. Teilband: Mt 1–7 (= Evangelisch-Katholischer Kommentar. Band I,1). 5. Auflage. Zürich/Neukirchen-Vluyn 2002.
- Helmut Thielicke: Das Leben kann noch einmal beginnen – ein Gang durch die Bergpredigt. 3., neubearb. und mit einem Vorwort versehene Auflage. Quell Verlag, Stuttgart 1956, DNB 455043876 (viele Nachauflagen).
- H. D. Betz: The Sermon on the Mount. A Commentary on the Sermon on the Mount, including the Sermon on the Plain (Matthew 5:3–7:27 and Luke 6:20–49). Minneapolis 1995 (umfangreicher Kommentar zur Bergpredigt).
- W. D. Davies, D. C. Allison: A Critical and Exegetical Commentary on the Gospel according to Saint Matthew. Vol. 1–3. Edinburgh 1988/1991/1997 (materialreich).
- Joachim Gnilka: Das Matthäus-Evangelium (= Herders Theologischer Kommentar zum Neuen Testament. Band I,1). Band I. Herder, Freiburg 1986 (katholische Kommentarreihe).
- D. A. Hagner: Matthew 1–13 (= Word Biblical Commentary. Vol. 33A). Dallas 1993.
- Franz Zeilinger: Zwischen Himmel und Erde. Ein Kommentar zur „Bergpredigt“ Matthäus 5–7. Stuttgart 2002 (praxisorientiert).
- Gerhard Maier: Das Evangelium des Matthäus. Kapitel 1–14. 1. Teilband, SCM-Verlag, 2015 (wissenschaftlich und praxisorientiert).
- Ingo Broer: Die Seligpreisungen der Bergpredigt. Studien zu ihrer Überlieferung und Interpretation. Peter Hanstein Verlag, Königstein im Taunus/Bonn 1986.
- William David Davies: Die Bergpredigt. Exegetische Untersuchung ihrer jüdischen und frühchristlichen Elemente. Claudius Verlag, München 1970.
- Klaus Wengst: Das Regierungsprogramm des Himmelreichs. Eine Auslegung der Bergpredigt in ihrem jüdischen Kontext. W. Kohlhammer, Stuttgart 2010, ISBN 978-3-17-021724-9.

### Struktur
- Dale C. Allison: The Structure of the Sermon on the Mount. In: Journal of Biblical Literature. 106 (1987), S. 423–445.
- Günter Bornkamm: Der Aufbau der Bergpredigt. In: New Testament Studies. Band 24 (1978), S. 419–432.
- Josef Kürzinger: Zur Komposition der Bergpredigt nach Matthäus. In: Biblica. Band 40 (1959), S. 569–589, JSTOR:42641676.
- Ulrich Luz: Das Evangelium nach Matthäus (= Evangelisch-Katholischer Kommentar zum Neuen Testament. Band 1/1). Teilband 1: Mt 1–7. 2002, S. 185–187: Ringkomposition.
- Martin Vahrenhorst: Die Bergpredigt als Weisung zur Vollkommenheit: noch ein Versuch, die Struktur und das Thema der Bergpredigt zu finden. In: Logos – Logik – Lyrik. Engagierte exegetische Studien zum biblischen Reden Gottes. Festschrift für Klaus Haacker. Leipzig 2007, S. 115–136.

### Wirkungsgeschichte
- Ursula Berner: Die Bergpredigt. Rezeption und Auslegung im 20. Jahrhundert (= Göttinger theologische Arbeiten. Band 12). 1979, 3. Auflage. Göttingen 1985, ISBN 3-525-87379-4 (Zugl.: Göttingen, Univ., Diss., 1977/78).
- Karlmann Beyschlag: Zur Geschichte der Bergpredigt in der Alten Kirche. In: Zeitschrift für Theologie und Kirche. Band 74 (1977), S. 291–322, JSTOR:23584742..
- Friedrich Wilhelm Kantzenbach: Die Bergpredigt. Annäherung – Wirkungsgeschichte. Stuttgart 1982.
- W. S. Kissinger: The Sermon on the Mount. A History of Interpretation and Bibliography (= American Theological Library Association (Hrsg.): ATLA bibliography series. [ATLA.BS] Band 3). Scarecrow Press, Metuchen, N.J. 1975, ISBN 0-8108-0843-9, ZDB-ID 194255-4.
- Ulrich Luz: Die Bergpredigt im Spiegel ihrer Wirkungsgeschichte. In: Jürgen Moltmann (Hrsg.): Nachfolge und Bergpredigt (= Kaiser-Traktate. Band 65). Kaiser, München 1981, ISBN 3-459-01431-8, S. 37–72.
- Martin Stiewe, François Vouga: Die Bergpredigt und ihre Rezeption als kurze Darstellung des Christentums (= Neutestamentliche Entwürfe zur Theologie. Band 2). Francke, Tübingen/Basel 2001, ISBN 3-7720-3152-8.
- B. Stoll: De Virtute in Virtutem. Zur Auslegungs- und Wirkungsgeschichte der Bergpredigt in Kommentaren, Predigten und hagiographischer Literatur von der Merowingerzeit bis um 1200 (= Beiträge zur Geschichte der biblischen Exegese. Band 30). Mohr, Tübingen 1988, ISBN 3-16-145351-4 (Zugl.: Bern, Univ., Diss., 1987).
- August Tholuck: Ausführliche Auslegung der Bergpredigt Christi nach Matthäus. 3. Ausgabe. Neue Ausarbeitung. Friedrich Perthes, Hamburg 1845 (mit Auslegungsgeschichte; Scan – Internet Archive).
- Dieter Wittmann: Die Auslegung der Friedensweisungen der Bergpredigt in der Predigt der Evangelischen Kirche im 20. Jahrhundert (= Europäische Hochschulschriften. Reihe 23: Theologie. [EHS.T.] Band 224). Lang, Frankfurt am Main/Bern/New York/Lang 1984, ISBN 3-8204-5413-6.

### Weiteres
- Emmet Fox: Die Bergpredigt. Frick, Pforzheim 1949, ISBN 3-920780-17-5.
- Wolfgang Erk (Hrsg.): Der verbotene Friede. Reflexionen zur Bergpredigt aus zwei deutschen Staaten. Radius-Verlag, Stuttgart 1982, ISBN 3-87173-624-4.
- Eberhard Arnold: Salz und Licht. Brendow, Moers 1982, ISBN 3-87067-166-1.
- Franz Alt: Frieden ist möglich. Die Politik der Bergpredigt (= Piper Aktuell. Band 284). Piper, München/Zürich 1983, ISBN 3-492-00584-5.
- Georg Strecker: Die Bergpredigt. 2. Auflage. Vandenhoeck und Ruprecht, Göttingen 1985, ISBN 3-525-56169-5.
- Hans Deidenbach: Zur Psychologie der Bergpredigt. Fischer Taschenbuch Verlag, Frankfurt am Main 1990, ISBN 3-596-10259-6 (S. 95 findet er in Mt 7,1–2 Parallelen zur buddhistischen Karma-Lehre).
- Günther Schwarz: Die Bergpredigt, eine Fälschung? Die Worte der Berglehre im Originalton Jesu. München 1991, ISBN 3-927950-03-3.
- Ingo Kühl (Hrsg.): Seligpreisungen der Bergpredigt nach Matthäus 5,1–12, kolorierte Lithografien. I. Kühl, Berlin 1997, DNB 994097603 ([26] S.).
- Katja Hess: Das matthäische Vaterunser (Mt 6,9–13). Ein Kompendium jesuanischer Gotteslehre und Ethik. In: Studien zum Neuen Testament und seiner Umwelt. (SNTU) Serie A: Aufsätze. Band 44/45 (2019), S. 57–80.
- Rebecca L. Copeland: Ecomimetic Interpretation: Ascertainment, Identification, and Dialogue in Matthew 6:25–34. In: Biblical Interpretation. Vol. 29, no. 1 (2021), S. 67–89, doi:10.1163/15685152-00284P07.
- Matthias Konradt: Ethik im Neuen Testament (= Grundrisse zum Neuen Testament. Band 4). 2022, Kap. VI.2: Jesus, der Lehrer, und die Tora im Matthäusevangelium.

## Musikalische Interpretation
- 1983: Hubert Bognermayr & Harald Zuschrader – Bergpredigt (Erdenklang). Die österreichischen Musiker Hubert Bognermayr und Harald Zuschrader komponierten 1983 das Oratorium Bergpredigt. Dieses Werk für Musikcomputer und Stimmen wurde im Rahmen der Ars Electronica in Linz 1984 im neuen Linzer Dom uraufgeführt. Die Veröffentlichung wurde vollständig auf der ersten Generation des Fairlight CMI unter Zuhilfenahme von Samples natürlicher Töne und Geräusche gespielt. Der Originaltext der acht Seligpreisungen wird konfrontiert mit Aussagen der heutigen Zeit, die von verschiedenen Sprechern in positive und negative Interpretationen unserer Zeit vorgetragen werden.